# حسيك براغ
حسيك براغ (الاسم العلمي:Arrhenatherum pragense) هو نوع نباتي يتبع جنس الحسيك من فصيلة النجيلية.